# Polar Pioneer (schip, 1985)
De Polar Pioneer is een halfafzinkbaar boorplatform gebouwd door Hitachi Zosen in 1985 voor Polar Frontier Drilling, een joint-venture van Sonat en Wilh. Wilhelmsen. Het ontwerp van Sonat en Hitachi bestaat uit twee pontons met elk vier kolommen met daarop het werkdek.